# BUKO Stadion
Das BUKO Stadion ist ein Fußballstadion in der niederländischen Gemeinde Velsen im Ortsteil Velsen-Zuid, Provinz Nordholland.

## Geschichte
Das 1948 erbaute Stadion bietet heute 3625 Plätze und wird von den Mannschaften SC Telstar (Männer) und VVK/Telstar (Frauen) sowie bis 2011 der Frauenmannschaft des AZ Alkmaar genutzt. Bei einer Renovierung 1999 wurden nur kleinere Arbeiten durchgeführt. Die Spielstätte soll schrittweise in den nächsten Jahren renoviert werden. Im Jahr 2009 wurde eine von Zwarts & Jansma Architects entworfene Haupttribüne mit 1463 Sitzplätzen fertiggestellt. Die Plätze des doppelstöckigen Baus werden von einer Zeltmembran überdacht, die über eine Holzträger-Konstruktion gespannt ist. Im Untergeschoss befinden sich u. a. Büroräume, die Umkleidekabinen und medizinische Behandlungsräume. Im Obergeschoss liegen zwei getrennte Lounge-Bereiche mit großen Fensterflächen, die eine gute Sicht auf das Spielfeld bieten. Gegenüber der Haupttribüne liegt die überdachte Osttribüne mit Sitzplätzen längs des Spielfeldes. Der Nordrang hinter dem Tor mit seinen Stehplätzen wird nicht mehr genutzt, da er heutigen Anforderungen an Komfort und Sicherheit nicht mehr entspricht. 2010 wurde das Stadion an der Südseite mit einer neuen Stehplatztribüne ergänzt. Für die Eredivisie 2025/26 wurde das Kunstrasenspielfeld, nach Vorgabe der Liga, gegen einen Naturrasen ausgetauscht.

## Name
Bis 2009 hieß die Spielstätte Sportpark Schoonenberg. Von 2009 bis 2014 trug das Stadion den Namen des indischen Stahlkonzerns Tata Steel. Es folgte bis 2016 der werbefreie Name Telstar Stadion. Am 5. Februar 2016 unterzeichneten der SC Telstar und das niederländische Kreditinstitut Rabobank IJmond einen neuen Sponsoringvertrag über fünf Jahre. Nach vier Jahren nahm die Rabobank Abstand von einer Verlängerung des Vertrags. So hieß die Spielstätte vom 1. Mai bis 30. Dezember 2020 Telstar Stadion.
Am 30. Dezember 2020 wurde das Dienstleistungsunternehmen BUKO neuer Hauptsponsor und Namensgeber des Stadions. Ab dem 1. Januar 2021 bis zum Ende der Saison 2022/23 lief der Vertrag. Zur Saison 2023/24 wurde das Online-Casino 711 (sprich: Seven-Eleven) neuer Hauptsponsor und Namensgeber des Stadions. Der Vertrag lief bis zum Ende der Saison 2024/25. Seit dem 1. Juli 2025 sind Glücksspielunternehmen als Sponsor nicht mehr zulässig. Ende Juni 2025 gab der Verein bekannt, dass das Dienstleistungsunternehmen BUKO wieder Namenssponsor wird. Telstar und BUKO einigten sich auf einen Vertrag bis zum Sommer 2027.